# 830 Петрополітана
830 Петрополітана (830 Petropolitana) — астероїд головного поясу, відкритий 25 серпня 1916 року.
Тіссеранів параметр щодо Юпітера — 3,185.